# 이성권 (1968년)
이성권(李成權, 1968년 10월 15일~)은 대한민국의 정치인이다. 제17·22대 국회의원이다.

## 학력
- 남해고등학교 졸업
- 부산대학교 철학 학사
- 와세다대학 대학원 국제관계학 석사

## 경력
- 1995년 부산대학교 총학생회장 (당시 부산대 역사상 한총련 주류(NL)가 아닌 총학생회장의 첫 등장으로 언론에 소개됨. 21세기 진보학생연합에 속함.)
- 1996년 4월~2000년 4월 박관용의원 비서실장
- 2001년 일본 고노 다로 중의원 비서
- 2002년 와세다 대학 대학원 입학(아시아태평양 연구과 MA과정)
- 2003년 한일 정책연구소 연구원
- 2004년 일본 와세다대학 대학원 졸업(국제관계학 석사)
- 2004년 4월 15일 대한민국 제17대 국회의원 선거 당선(부산 부산진구 을, 한나라당, 초선)
- 2004년~2008년: 한나라당 부산광역시당 부산진구 을 당원협의회 위원장
- 한나라당 청년위원장,한나라당 남북관계 및 안보정책특위 위원,중국의 고구려사 왜곡 대책 특위 위원 역임
- 한나라당 수요모임 공동대표
- 한나라당 상임운영위원
- 한나라당 국제위원회 위원,국회 인권포럼 책임연구위원,국회 산업자원위원회 위원, 한일 의원연맹 21세기위원회 부위원장
- 부산대학교 청년동문회 회장
- 2008년 9월~2010년 7월 KOTRA(대한무역투자진흥공사) 상임감사
- 2010년 7월~2011년 6월 대통령비서실 시민사회비서관
- 2011년 9월~2012년 7월 동의대학교 정치외교학과 겸임교수
- 2012년 8월~2015년 8월 일본 고베 총영사관 총영사
- 바른미래당 부산광역시당 공동위원장
- 바른미래당 부산광역시당 부산진구 을 공동지역위원장
- 바른미래당 중앙연수원장
- 2019년 3월~북카페 공감 대표이사 사장
- 2021년 4월 부산미래혁신위원회 위원
- 2021년 4월~2022년 6월: 박형준 부산광역시장 정무특별보좌관
- 2022년 4월~2022년 5월: 제20대 대통령직인수위원회 외교안보분과 2030부산엑스포유치TF 실무위원
- 2022년~2023년 무소속[1]
- 2022년 7월~2023년 12월: 제46대 부산광역시 경제부시장
- 2023년~ 국민의힘 복당
- 2024년 3월 ~2024년 4월: 제22대 국회의원 선거 국민의힘 부산광역시당 선거대책위원회 수석대변인 겸 직능총괄본부장
- 2024년 4월 10일 대한민국 제22대 국회의원 선거 당선(부산 사하구 갑, 국민의힘, 재선)
- 2024년 5월~: 국민의힘 부산광역시당 사하구 갑 당원협의회 위원장
- 2024년 9월~2024년 10월: 2024년 하반기 재보궐선거 국민의힘 부산광역시당 부산광역시 금정구청장 보궐선거 선거대책위원회 종교대책본부장
- 2024년 9월~: 국민의힘 지방자치위원장
- 2024년 9월~: 국민의힘 호남동행 국회의원 발대식 명예의원(전라남도 무안군)
- 2024년 12월~: 국민의힘 제주공항 여객기 사고 수습 TF 위원
- 2025년 3월~ 국민의힘 산불재난대응 특별위원회 위원
- 2025년 4월~: 국민의힘 SKT 소비자 권익 및 개인정보보호 태스크포스 위원
- 2025년 5월~2025년 6월: 제21대 대통령 선거 국민의힘 김문수 대통령 후보 부산 선거대책위원회 직능총괄본부장
- 2025년 7월~: 국민의힘 부산광역시당 수석부위원장

### 의정 활동
- 2004. 5. 30.~2008. 5. 29. 제17대 국회의원(부산 부산진구 을, 한나라당, 초선)
- 2024. 5. 30.~ 제22대 국회의원(부산 사하구 갑, 국민의힘, 재선)
  - 2024. 6.~ 제22대 국회 전반기 정보위원회 간사
    - 제22대 국회 전반기 정보위원회 법안심사소위원회 위원장
    - 제22대 국회 전반기 정보위원회 예산결산심사소위원회 위원

  - 디지털경제3.0포럼 대표의원
  - 국제질서의 전환기 속 국가전략 포럼 구성의원
  - 국회인구전략포럼 2.0 구성의원
  - 2024. 6.~ 제22대 국회 전반기 행정안전위원회 위원
    - 제22대 국회 전반기 행정안전위원회 법안심사제1소위원회 위원
    - 제22대 국회 전반기 행정안전위원회 예산·결산기금심사소위원회 위원

  - 2025. 1.~ 제22대 국회 12.29 여객기 참사 진상규명과 피해자 및 유가족의 피해구제를 위한 특별위원회 위원
    - 제22대 국회 12.29 여객기 참사 진상규명과 피해자 및 유가족의 피해구제를 위한 특별위원회 진상규명 및 재발방지 소위원회 위원

  - 2025. 6.~ 제22대 국회 예산결산특별위원회 위원

## 역대 선거 결과
|  | 45.93% |

|  | 3.96% |

|  | 50.39% |

## 소속 정당
| 소속 정당 | 소속 정당    | 소속 기간 | 비고      |
| --------- | ------------ | --------- | --------- |
|           | 신한국당     | 1996~2007 | 정계 입문 |
|           | 한나라당     | 1997~2012 | 합당      |
|           | 새누리당     | 2012~2016 | 당명 변경 |
|           | 무소속       | 2016~2017 | 탈당      |
|           | 바른정당     | 2017~2018 | 창당      |
|           | 바른미래당   | 2018~2019 | 합당      |
|           | 무소속       | 2019~2020 | 탈당      |
|           | 새로운보수당 | 2020      | 창당      |
|           | 미래통합당   | 2020      | 합당      |
|           | 국민의힘     | 2020~2022 | 당명 변경 |
|           | 무소속       | 2022~2023 | 탈당      |
|           | 국민의힘     | 2023~현재 | 복당      |

## 같이 보기
- 부산 부산진구의 국회의원
- 부산 사하구의 국회의원
- 부산진구 을
- 사하구 갑
- 부산광역시 부시장